# Aleksandr Tamanian
Aleksandr Tamanian (in armeno Ալեքսանդր Թամանյան?) (Ekaterinograd, 4 marzo 1878 – Erevan, 20 febbraio 1936) è stato un architetto sovietico di etnia armena, noto per il suo lavoro per la città di Erevan.

## Biografia
Aleksandr Tamanian nacque nella città di Ekaterinodar (oggi Krasnodar) nel 1878 in una famiglia di banchieri. Si laureò all'Accademia delle arti di San Pietroburgo nel 1904. Le sue opere hanno ritratto tendenze neoclassiche sensibili e artistiche popolari in quegli anni. Alcuni dei suoi primi lavori includevano la villa di V. P. Kochubei a Carskoe Selo, la casa del principe S. A. Scherbatov in viale Novinski a Mosca,  gli alloggi dei dipendenti delle ferrovie del villaggio e il sanatorio della tubercolosi presso la stazione Prozorovskaya (oggi Kratovo) nei pressi di Mosca e le officine centrali della stazione Kazanskij a Ljubercy.

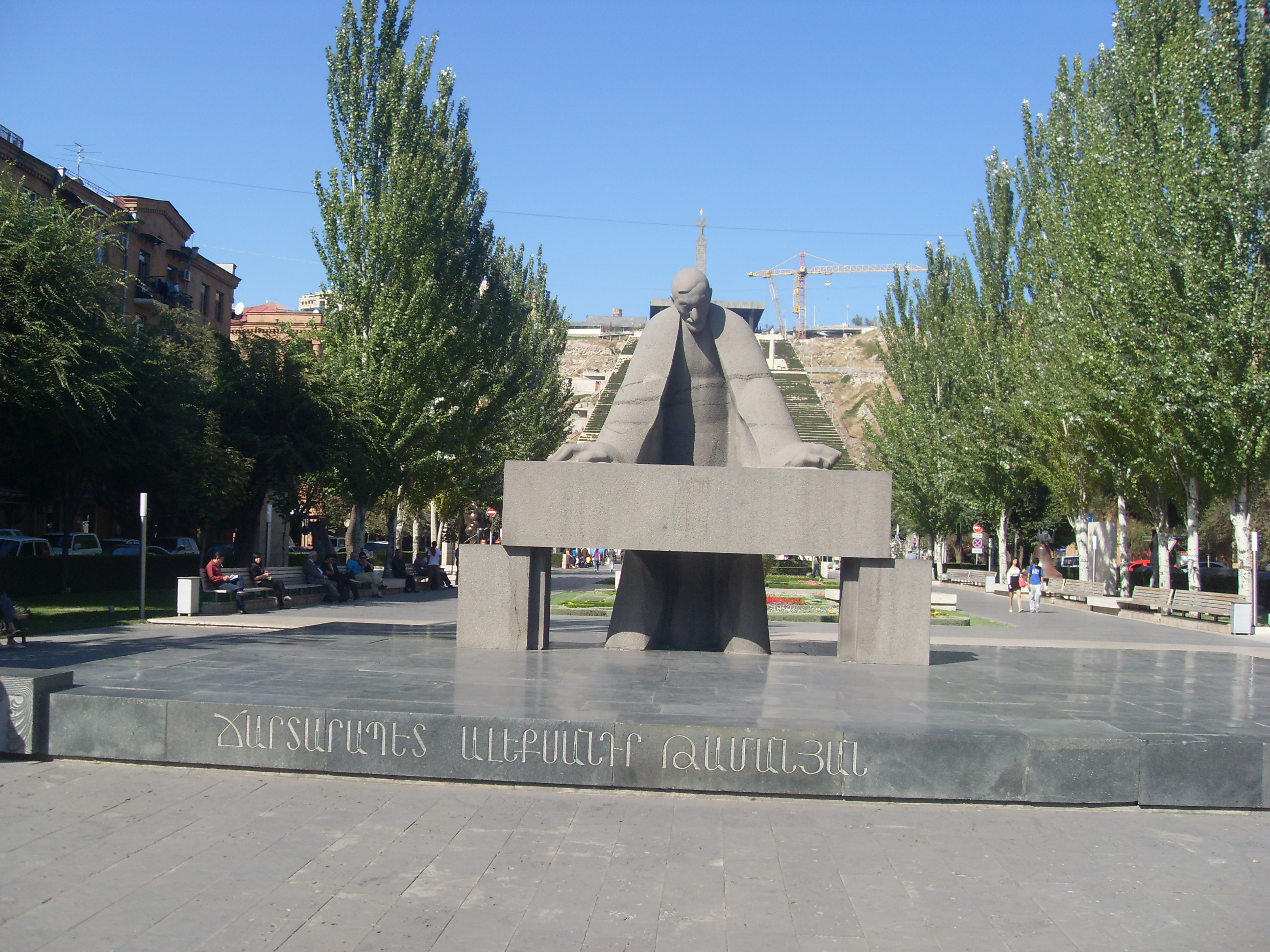
Statua di Aleksandr Tamanian ai piedi della Casacata di Erevan

Divenne un accademico di architettura nel 1914, nel 1917 fu eletto vicepresidente dell'Accademia delle arti. Nel 1923 si trasferì a Erevan, dirigendo il nuovo sforzo di costruzione nella repubblica armena. Fu ingegnere capo del Consiglio locale dei commissari del popolo e fu membro del CEC della RSS Armena (1925-1936), sponsorizzò il settore delle costruzioni, progettò i layout di città e villaggi inclusi Leninakan (oggi Gyumri) (1925), Stepanakert (1926), Nor-Bayazet (oggi Gavar) e Ahta-ahpara (entrambi nel 1927), Echmiadzin (1927-1928) e molti altri. Tamanian creò il primo piano generale della città moderna di Erevan che fu approvato nel 1924. Lo stile di Tamanian fu strumentale nel trasformare quella che era essenzialmente una piccola città di provincia nella moderna capitale armena, in un importante centro industriale e culturale. Il neoclassicismo dominò i suoi progetti ma Tamanian implementò anche un gusto nazionale (rivestimenti rossi in tufo, intagli decorativi tradizionali su pietra ecc.). Tra i suoi progetti più famosi a Yerevan ci sono la stazione idroelettrica (ERGES-1, 1926), il Teatro dell'Opera  nominato in seguito A. Spendiarian (1926–1953), Piazza della Repubblica (1926–1941) etc. Svolse anche un ruolo importante nello sviluppo di progetti di restauro di monumenti storici nel paese, presiedendo il Comitato per la protezione dei monumenti storici in Armenia.
Tamanian sposò Camilla Edwards, un membro della famiglia Benois. Anche i loro figli Gevorg e Yulius Tamanian divennero noti architetti e continuarono il lavoro del padre.
Tamanian morì ad Erevan il 20 febbraio 1936 ed è sepolto presso il Pantheon di Komitas nel centro di Erevan.

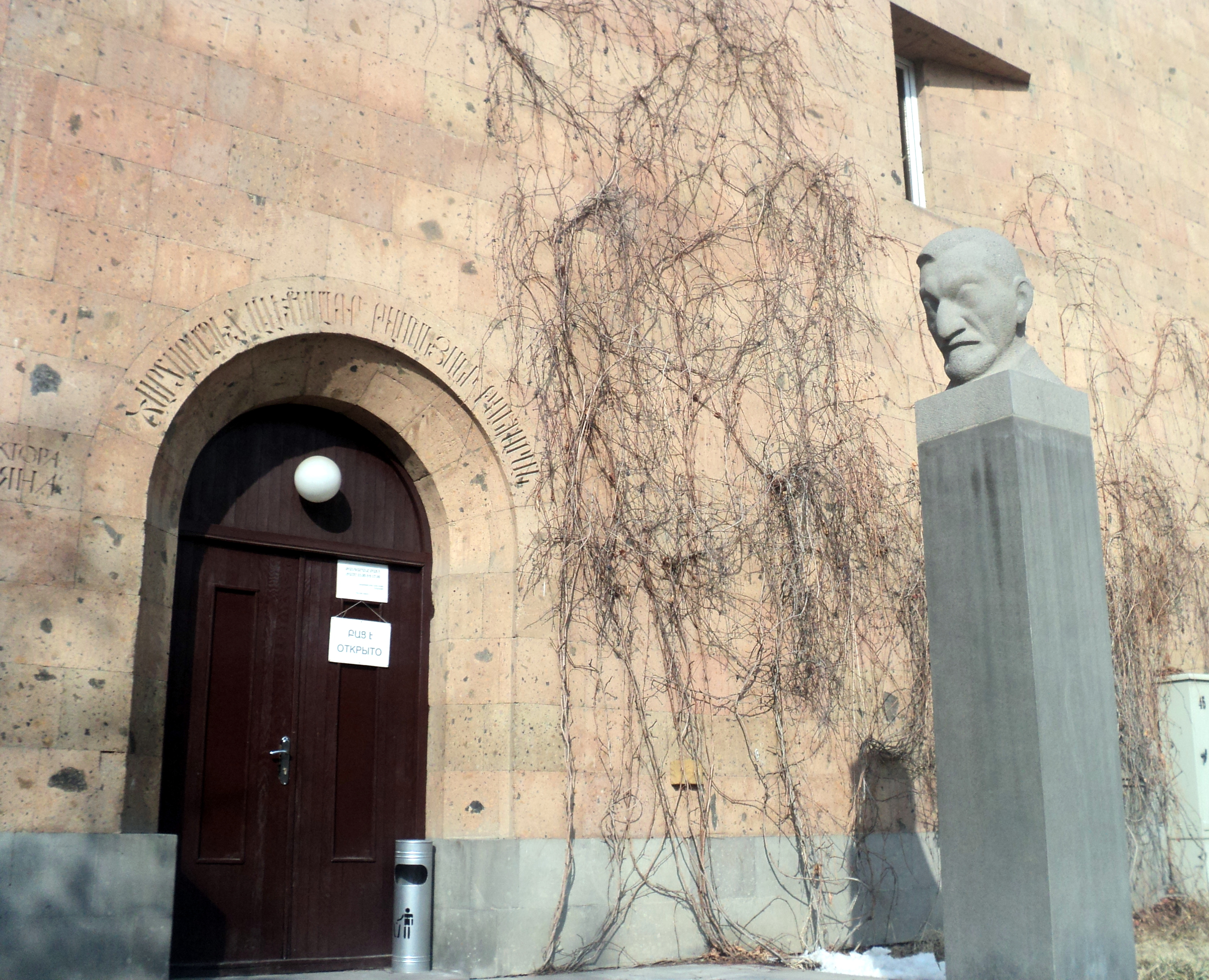
Museo dell'Istituto dopo Aleksandr Tamanian, Erevan

## Costruzioni
- Municipio di Aghasi Khanjian, gola del fiume Hrazdan – anni '20
- Piazza Andrei Sakharov  – 1924 – via Nalbandyan, via Pushkin, via Vardanants
- Piazza della Libertà – viale Mashtots, via Teryan, via Sayat-Nova – 1924-1939
- Piazza della Repubblica – 1926-1977
- Università Osservatorio - Parco degli studenti (tra via Abovyan e via Teryan) – 1926
- Prima centrale idroelettrica – sponda sinistra del fiume Hrazdan – 1926
- Università medica di stato – via Koryun – 1927-1955
- Istituto di Zoologia e Veterinaria – via Nalbandyan – 1928
- Ospedale di Ostetricia e Ginecologia – via Abovyan – 1929
- Istituto di Fisioterapia – via Abovyan – 1930, 1932, 1939
- Università di Ingegneria - via Teryan – 1932, 1935
- Università di Architettura e Costruzione – via Teryan – 1935
- Ospedale pediatrico – via Abovyan – 1939
- Teatro dell'Opera di Erevan – Piazza della libertà – 1933, 1940, 1953
- Sede del Governo – Piazza della Repubblica – 1941, 1952

## Progetti

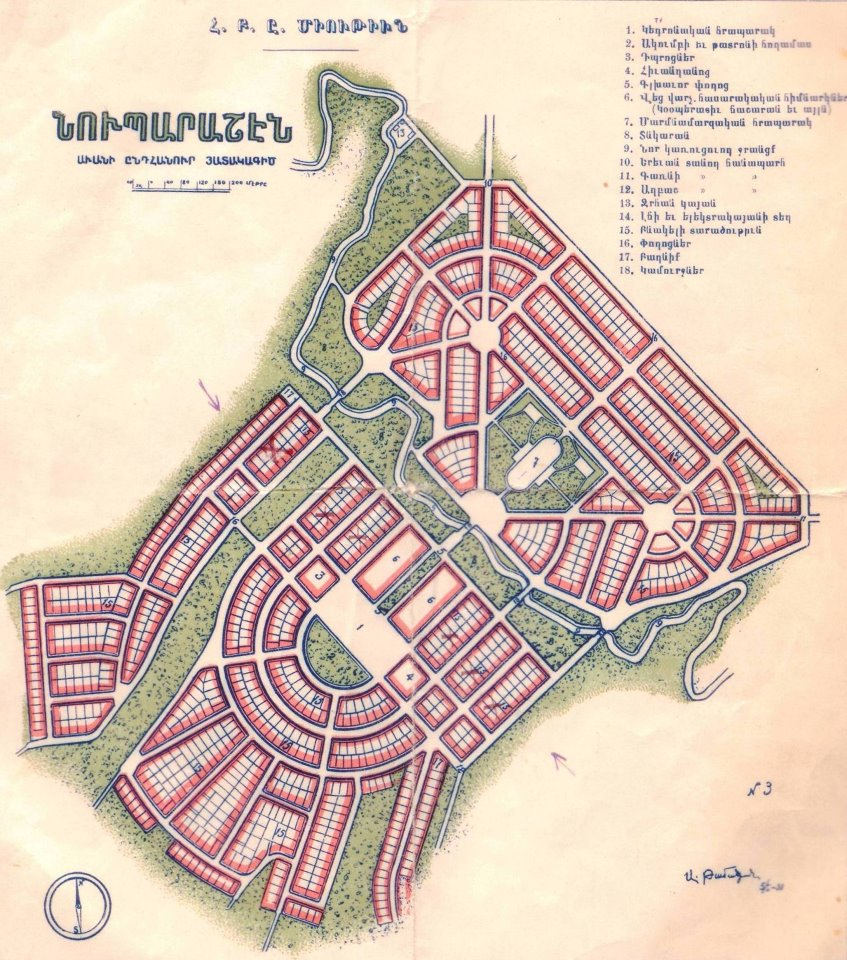
Progetto dell'insediamento Nubarashen in Armenia dell'architetto Aleksandr Tamanian, 1926

Tamanian ha progettato anche il layout di molte città in Armenia, come ad esempio:
- Yerevan
  - Nor Arabkir
  - Nubarashen, 1926
- Ejmiatsin
- Stepanakert, 1926